# Еухеніо Піссуто
Еухеніо Піссуто Пуга (ісп. Eugenio Pizzuto Puga, нар. 13 травня 2002, Сан-Луїс-Потосі, Мексика) — мексиканський футболіст, захисник португальського клубу «Брага».

## Клубна кар'єра
У віці 12-ти років Еухеніо Піссуто приєднався до футбольної академії новозеландського клубу «Веллінгтон Фенікс». Та згодом він повернувся до Мексики, де продовжив грати у футбол у молодіжній команді мексиканського клубу «Пачука». 21 січня 2020 року Піссуто дебютував у першій команді у матчі Кубка Мексики.А за чотири дні він зіграв першу гру і у регулярному чемпіонаті країни. Та вже у першому матчі через 10 хвилин після появи на полі Піссуто отримав важку травму гомілки.
У серпня 2020 року Еухеніо Піссуто на правах вільного агента перейшов до французького «Лілля».

## Збірна
У травні 2019 року у складі збірної Мексики (U-17) Еухеніо Піссуто узяв участь у юнацькому чемпіонату КОНКАКАФ. А через півроку разом із збірною (U-17) Піссуто став срібним призером світової юнацької першості.
У серпні 2019 року Піссуто отримав виклик до національної збірної Мексики.

## Досягнення
Мексика (U-17)
 Чемпіон КОНКАКАФ (U-17): 2019
 Срібний призер чемпіонату світу (U-17): 2019
Індивідуальні
- «Бронзовий м'яч» чемпіонату світу (U-17): 2019